# カウ (日本の企業)
カウ株式会社（COW Inc.）は、スマートフォンアプリの企画・開発・運営を業務とする、日本の企業。

## 概要
2016年10月、IT系スタートアップの取締役を務めていた大木大地らで創業。会社名は「牛」を由来としている。
2017年7月、スマートフォンアプリ「COW」をApp Store・Google Playにてリリース。開発途上国のBOP層が写真の販売を通じて収入機会を得てもらうための越境型応援プラットフォームアプリであり、第一弾としてカンボジアにて展開を開始した。
2017年12月・2018年6月には、カンボジア3都市で総勢600名以上を動員したイベントを開催した。

## 主要スタッフ
- 大木大地 - 代表取締役社長。1982年東京生まれ。日本大学法学部を中退後、モバイルコンテンツ企業やゲームソフト関連企業での勤務を経て、ITスタートアップ企業で取締役を務める。2016年、カウ株式会社を創業。[1][2]